# Paracetamol
Paracetamol (neboli acetaminofen, chemicky N-(4-hydroxyfenyl)acetamid) je léčivo, jež působí proti bolestem a zvýšené tělesné teplotě, není však protizánětlivé. Jedná se tedy o analgetikum a antipyretikum. Tlumí také emoce – jak pozitivní, tak negativní .

## Účinky
Paracetamol dobře působí proti bolesti a vysoké teplotě. Užívá se při bolestech různého původu a při zvýšené teplotě především u viróz. Je všeobecně dobře tolerován, je šetrný k žaludku a mohou ho užívat již malé děti. Při terapii se nedoporučuje konzumovat alkoholické nápoje, které v reakci s touto látkou způsobují vznik toxinů v játrech. Tablety se doporučuje užívat po jídle.
Předpokládá se, že hlavním mechanismem účinku paracetamolu je preferenční inhibice COX-3, případně COX-2 (cyklooxygenázy). Cyklooxygenázy jsou enzymy zodpovědné zejména za tvorbu prostaglandinů, využitých v místě zánětu parakrinním účinkem (působením v okolí buňky) jako lokální signální molekuly. Působí proti rozvoji bolesti (převážně inhibicí receptorů na A-delta nervových vláknech), horečky a zánětu. Snížení hladiny prostaglandinů v hypotalamu má následný antipyretický účinek. Paracetamol také nepřímo působí  na serotoninové receptory v míše, což podporuje jeho analgetický účinek. Nástup účinku je asi do 30 minut od požití.

## Podávání
Prodává se jako nepotahované bílé tablety a ve formě čípků a suspenze. Na předpis je dostupný také jako infuze pod obchodním názvem Perfalgan. V Česku je lék schválen a běžně používán, zakoupit se dá i bez lékařského předpisu v lékárně, a to pod mnoha obchodními názvy, např. Paralen, Paraceta, Panadol, Coldrex, Ataralgin, Migralgin, Valetol, Brufen, Acifein vyrábí velké množství farmaceutických firem.
Obvyklé dávkování je 500–1 000 mg paracetamolu v jedné dávce (tj. 1–2 tablety Paralenu), lze opakovat po 4–6 h, maximálně však 4 g (8 tablet Paralenu) za den. Děti obvykle užívají 10–15 mg/kg své váhy, maximálně pak 50 mg/kg za den.
V těhotenství smí být paracetamol užíván ve všech trimestrech.[zdroj?]

### Kontraindikace
Souhrn údajů o přípravku léčivého přípravku Paralen 500 mg uvádí následující kontraindikace:
- Hypersenzitivita na léčivou látku nebo na kteroukoli pomocnou látku
- Těžké formy jaterního selhání
- Akutní hepatitida

## Nežádoucí účinky

### Játra
Paracetamol je ve vyšších dávkách a nebo v kombinaci s alkoholem hepatotoxický (jedovatý pro játra). Nežádoucí účinky na játra, které mohou vést až k předávkování, nejsou způsobeny samotným paracetamolem, ale jeho minoritním metabolitem N-acetyl-p-benzochinoniminem. Ten vzniká činností cytochromu P450 (CYP2E1). N-Acetyl-p-benzochinonimin se následně váže na proteiny elektrotransportního řetězce, což vede k mitochondriální dysfunkci.

### Alergie
V běžných dávkách se může objevit alergická kožní reakce.

### Emoce
Experimentální studie naznačují, že paracetamol tlumí nejen bolest, ale i emoce, a to negativní i pozitivní. Laicky řečeno, lidé vnímají po podání paracetamolu radost, smutek i jiné emoce méně výrazně. Vědci se pokoušejí zjistit, jakým mechanismem ke změně emocí dochází.

### Předávkování
Otrava způsobená předávkováním paracetamolem je jednou z nejčastějších příčin akutního selhání jater. Pacient do několika dnů umírá a zachránit ho lze pouze rychlou transplantací jater. Předávkování jsou častější kvůli dostupnosti tablet s vyššími dávkami.

| 2005 | 2006 | 2007 | 2008 | 2009 | 2010 | 2011 | 2012 | 2013 | 2014 | 2015 | 2016 | 2017 | 2018 |
| ---- | ---- | ---- | ---- | ---- | ---- | ---- | ---- | ---- | ---- | ---- | ---- | ---- | ---- |
| 182  | 230  | 276  | 183  | 235  | 228  | 293  | 342  | 396  | 476  | 504  | 405  | 530  | 607  |

Antidotem paracetamolu je acetylcystein, který ovšem neprochází přes placentární bariéru. Toto je důležité v případě předávkování, kdy dochází k selhání jater u matky i plodu. Acetylcystein se nemůže dostat k játrům plodu a chránit je. Na krysách bylo demonstrováno, že bergamottin z čerstvé grepfruitové šťávy a menthol snižují hepatotoxicitu paracetamolu a poskytují značnou ochranu proti předávkování.

### Plodnost a těhotenství
Paracetamol může způsobit také snížení plodnosti.
Některé studie naznačují, že používání paracetamolu, zvláště v druhém trimestru těhotenství (14. – 22. týden) zvyšuje riziko kryptorchismu u chlapců. Nemělo by se to nicméně týkat nárazového použití, například pro snížení horečky nebo proti migréně. Během těhotenství také může způsobovat pokles pohlavních hormonů, což způsobí narušení vývoje dítěte v děloze. Některé texty uvádějí existenci epidemiologických studií, které u dětí obou pohlaví naznačují riziko vzniku ADHD, poruch autistického spektra a snížení IQ.

## Veterinární použití

### Kočky
Paracetamol je pro kočky vysoce toxický, protože jim chybí enzym glukuronyl transferáza, který je nezbytný pro odbourávání molekuly paracetamolu. Počáteční příznaky otravy jsou zvracení, slinění a odbarvení jazyka a dásní.
Na rozdíl od předávkování u lidí je zde poškození jater zřídka příčinou úmrtí. Místo toho dochází k produkci methemoglobinu, který v červených krvinkách inhibuje transport kyslíku krví, což může vést až k udušení. Léčba se provádí N-acetylcysteinem nebo methylenovou modří (případně obojím současně) a po požití menší dávky paracetamolu bývá účinná.

### Psi
I když obecně panuje mínění, že paracetamol nemá žádné významné protizánětlivé účinky, bývá při léčení bolestí pohybového aparátu u psů stejně účinný jako aspirin. Přípravek s obchodním názvem Pardale-V na bázi paracetamol-kodein byl schválen pro použití u psů na předpis veterinárního lékaře ve Velké Británii. Měl by však být podáván psům pouze na veterinární doporučení a s extrémní opatrností.
Hlavní efekt toxicity u psů je možné poškození jater a výskyt žaludečních vředů. Léčba N-acetylcysteinem je účinná při podání během 2 hodin po požití paracetamolu.

### Hadi
Paracetamol je pro hady smrtící a byl navržen pro program chemické kontroly výskytu invazivního druhu užovkovitého hada bojga hnědá (Boiga irregularis) na ostrově Guam. Dávky 80 mg látky se vkládají do mrtvých myší a jsou rozptylovány z vrtulníků.